# カシアス・ド・スル
カシアス・ド・スル（ポルトガル語: Caxias do Sul [kaˈʃias du ˈsuw]）は、ブラジル・リオグランデ・ド・スル州にある都市。人口は51万7451人（2020年）で、州第2の都市。1890年にイタリア移民により設立された。

## 歴史
19世紀にはカインガン族の先住民が住んで牧畜を行っていた。
このため、一帯は古くカンポ・ドス・ブグレス(Campo dos Bugres、「土人の畑」を意味する)と呼ばれていた。イエズス会によるいくつかの宣教のための入植(redução)が試みられたが成功しなかった。
1875年にイタリア人移民の移住が始まり、それらは主にヴェネト州の農民から構成されていた。ロンバルディア州、トレント、ボルツァーノなどからの移民もいた。
彼らは、道具類、設備、種子などの援助をイタリア政府より得られたが、すべて返却する必要があった。
2年後、カンポ・ドス・ブグレスの植民の拠点に、カシアス植民地の名前が与えられた。名前はカシアス公爵に由来する。
1890年7月20日に街は建設され、同年8月24日に認証された。この19世紀に様々な経済サイクルが発展した。当初は住民達が消費するためにワイン産業が発達したが、次第に商業化され、外部でも取引されるようになっていった。
1919年6月1日に市となった。同日に州都ポルトアレグレとを結ぶ鉄道が開通した。多くの移民は農民であったが、彼らの多くは農業以外の活動もしていた。彼らは街に定住し、エリアは都市化され、工業化が急速に進展した。
2022年には、夏季デフリンピックが開催された。

## 文化
他のリオグランデ・ド・スル州の都市と同じようにガウーショ文化の影響が強い。またイタリア人移民の子孫が多く、イタリアの文化的な影響も同じく強い。
人口の大部分に当たる約33万人がカトリックを信仰しており、それに次いで福音主義が多い。
毎年2月から3月にかけて大規模な葡萄祭が行われる。

## 交通
長距離バスのターミナルがあり、州内外への移動のために住民に広く利用されている。またサンパウロ、リオデジャネイロ、カンピナスの3都市と結ぶウーゴ・カンテルジアニ地域空港が都市内に存在する。

## スポーツ
- ECジュベントゥージ - サッカークラブ
- SERカシアス・ド・スル - サッカークラブ

## 出身者
- フェルナンド・ルイス・レッキ - サッカー選手
- エメルソン・オルランド・デ・メロ - サッカー選手
- アレックス・ニコラオ・テレス - サッカー選手
- アデノール・レオナルド・バッチ - サッカー選手、サッカー監督
- アルトゥール・オリヴェイラ - フットサル選手
- マテウス・シモネーテ・ブレッサネッリ - サッカー選手
- エデニルソン・アウグスト・ロドリゲス・デ・ソウザ - フットサル選手
- エヴェルトン・ジョヴァネッラ - サッカー選手